# Palazzo Modello (Fiume)
Il Palazzo Modello è uno storico edificio eclettico di Fiume.

## Storia
Il palazzo venne eretto nel 1882 secondo i progetti elaborati dallo studio di architettura viennese Fellner & Helmer degli architetti Ferdinand Fellner ed Herman Helmer. Andò ad occupare il posto precedentemente occupato dal Teatro Adamich, aperto nel 1805. Costruito per ospitare gli uffici della Cassa di Risparmio di Fiume e il Casinò Patriottico, la sua edificazione rispondeva anche alla volontà da parte della cittadinanza di dotare anche la città di Fiume di un proprio palazzo modello, sulla scia di quanto fatto a Trieste, città con cui Fiume si sentiva in competizione.
Il palazzo ospita oggi la biblioteca civica di Fiume nonché la Comunità degli italiani di Fiume.

## Descrizione
L'edificio, che occupa un intero isolato di forma rettangolare, presenta uno stile eclettico dalle influenze neorinascimentali e neobarocche. L'ultimo livello è mansardato. Le decorazioni furono curate dall'artista fiumano Ignazio Donegani. Si trova lungo il lungomare che conduce alla foce dell'Eneo, lungo una strada che presenta numerosi edifici tardo ottocenteschi e che sfocia nella piazza del teatro.

## Galleria d'immagini

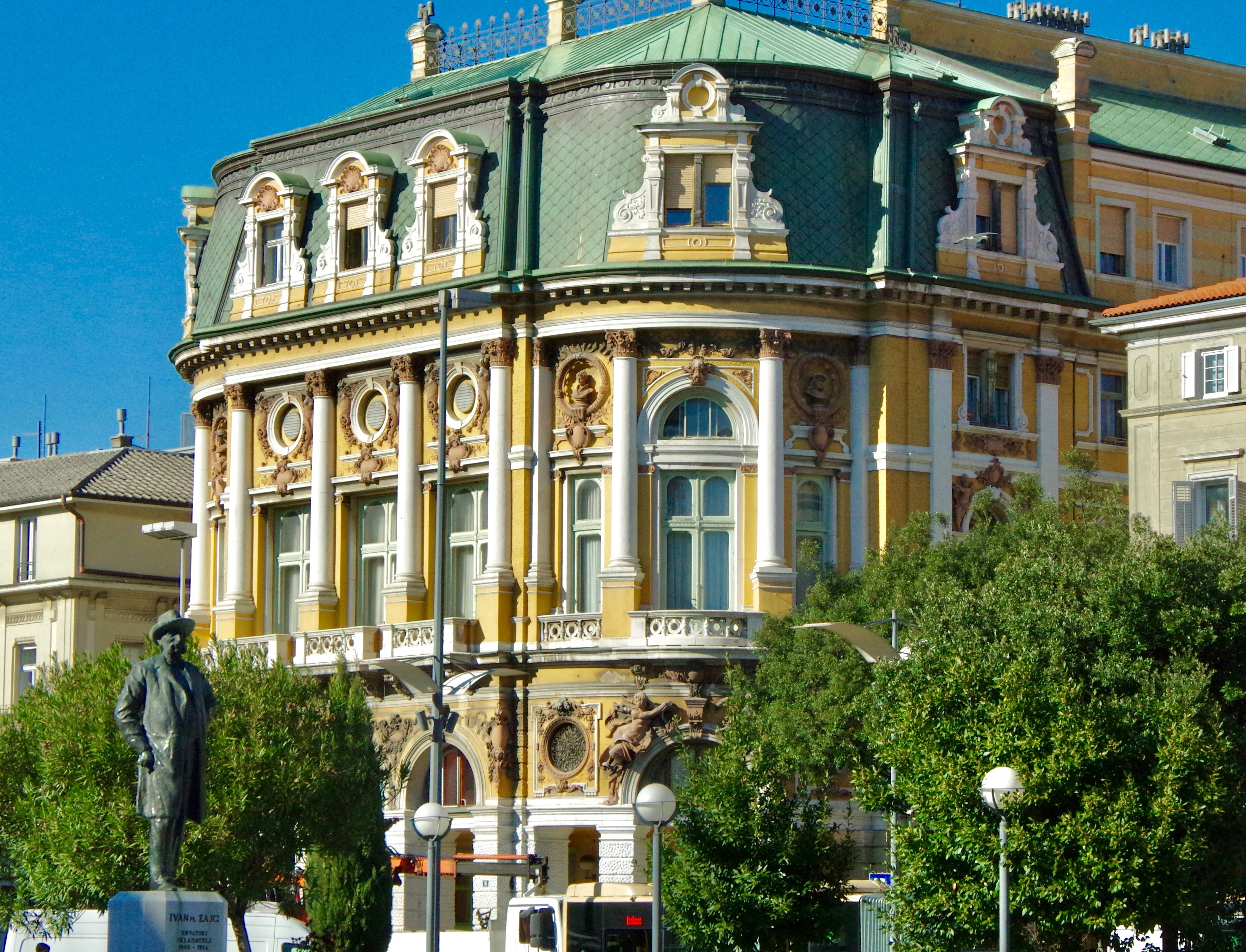
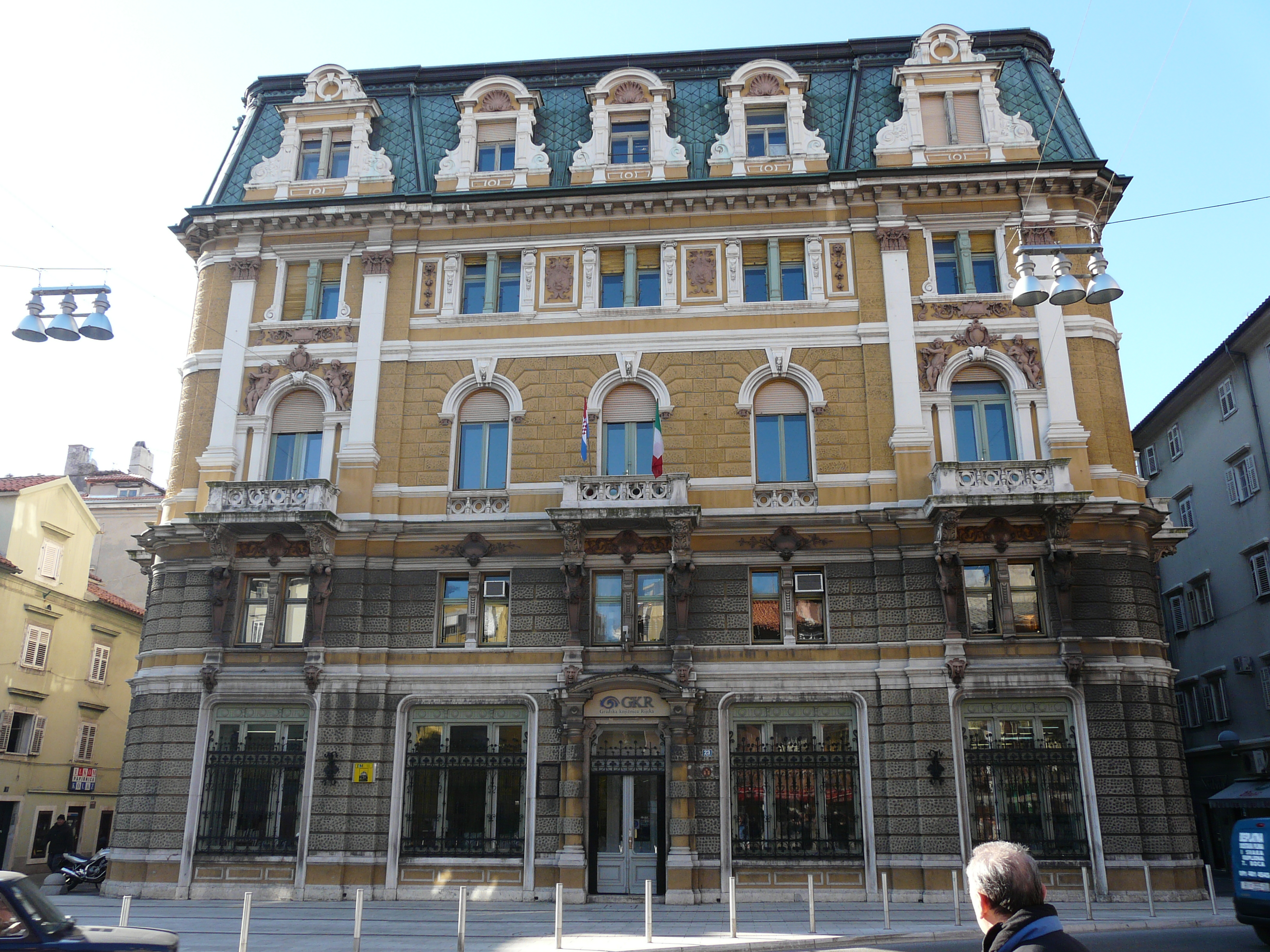
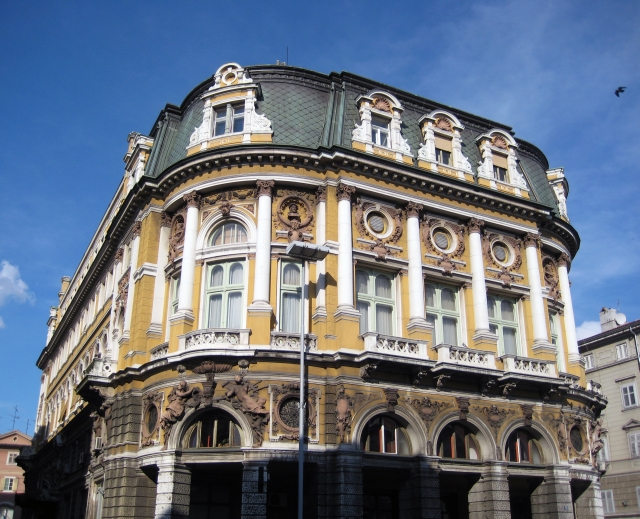